# Buipe
 (juin 2023).
Buipe est une petite ville et la capitale du district de central de Gonja, un district de la région de Savannah au nord du Ghana.

## Histoire
En raison de la proximité de gisements de calcaire, Buipe est le site proposé pour l'implantation d'une cimenterie. La Volta noire, l'un des fleuves les plus importants du pays, traverse la ville, faisant de Buipe l'un des principaux centres de marché du nord du Ghana,,.